# Acropaquia
La acropaquia, también llamada hipocratismo digital, dedos hipocráticos o dedos en palillos de tambor, es el agrandamiento indoloro e insensible de las falanges terminales de los dedos de las manos y de los pies que normalmente son bilaterales. Dicho de otra manera se trata de un engrosamiento del tejido que está por debajo de la uña de los dedos de manos y pies. La uña se curva hacia abajo, de manera parecida a la forma de la parte redondeada de una cuchara volteada al revés.
El médico griego Hipócrates (460-370 a. C.) fue, con toda probabilidad, el primero en documentar este signo clínico; por eso este fenómeno es a veces conocido como dedos hipocráticos.

## Causas

### Acropaquia aislada
La acropaquia puede verse asociada con:
- enfermedades pulmonares:
  - cáncer de pulmón, principalmente de células no pequeñas (54 % de todos los casos), no se ve con frecuencia en el cáncer de pulmón de células pequeñas (< 5 % de los casos)[1]
  - enfermedad pulmonar intersticial más comúnmente alveolitis fibrosante
  - tuberculosis complicada
  - enfermedad pulmonar supurativa: absceso pulmonar, empiema pleural, bronquiectasia, fibrosis quística
  - mesotelioma de la pleura
  - fístula arteriovenosa o malformación
- enfermedades del corazón:
  - cualquier enfermedad con hipoxia crónica
  - cardiopatía cianótica congénita (causa cardiaca más común)
  - endocarditis bacteriana subaguda
  - mixoma auricular (tumor benigno)
  - tetralogía de Fallot
- enfermedades gastrointestinales y hepatobiliares:
  - malabsorción
  - enfermedad de Crohn y colitis ulcerosa
  - cirrosis, especialmente en cirrosis biliar primaria[2]
  - síndrome hepatopulmonar (una complicación de la cirrosis)[3]
- otros:
  - enfermedad de Graves-Basedow (hipertiroidismo autoinmune); y en este caso se conoce como «acropaquia de la tiroides»
  - acropaquia familiar
  - las anomalías vasculares del brazo afectado, como un aneurisma de la arteria axilar (en acropaquia unilateral)

### OAH

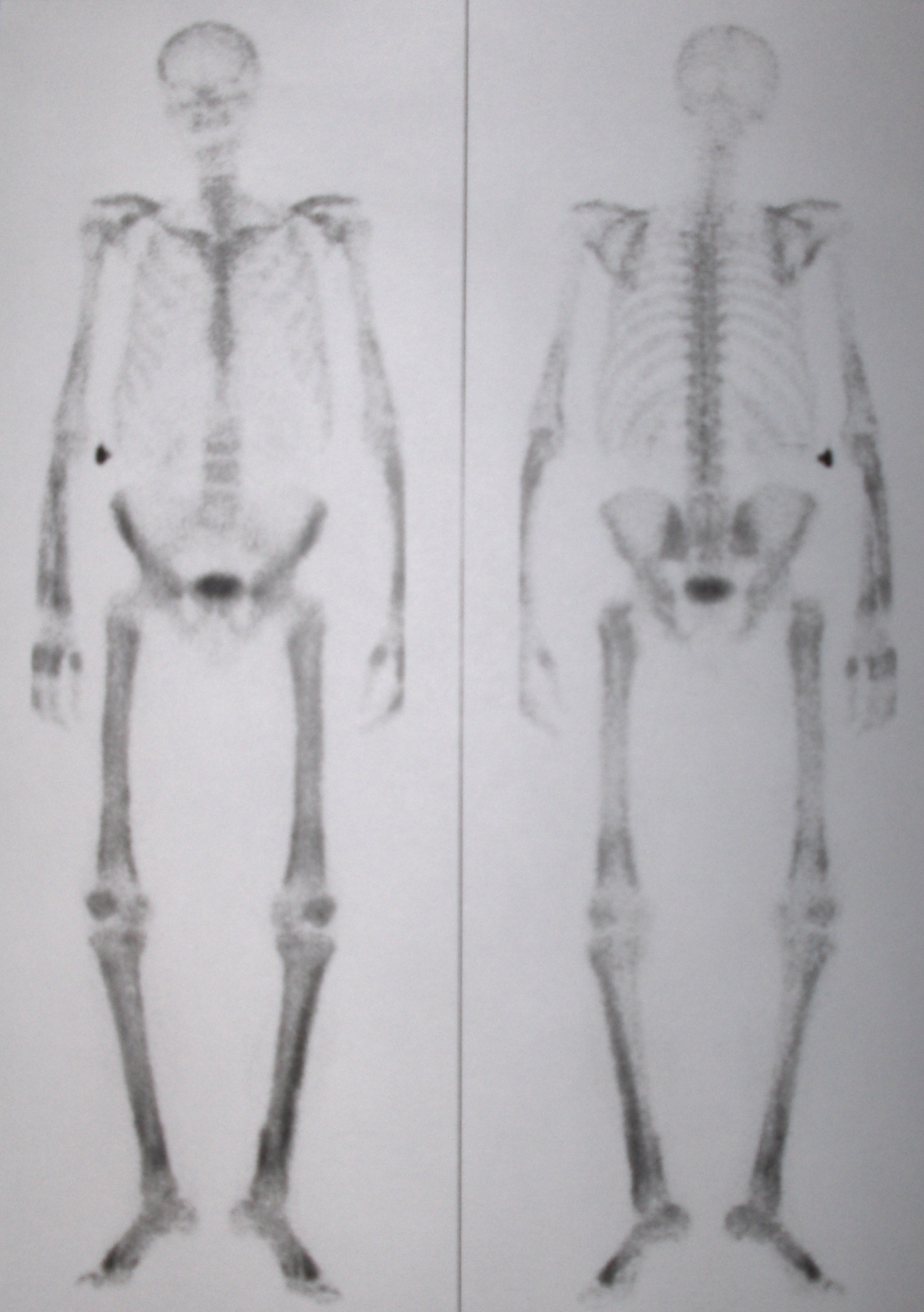
Gammagrafía ósea de un paciente con OAH.

Una forma especial de acropaquia es la OAH (osteoartropatía hipertrófica), conocida en Europa continental como «síndrome de Pierre-Marie-Bamberger». Esta es la combinación de acropaquia y engrosamiento del periostio (revestimiento del tejido conectivo de los huesos) y sinovial (revestimiento de las articulaciones), y a menudo se diagnostica inicialmente como artritis. Se asocia comúnmente con cáncer de pulmón.

### OAH primaria
La OAH (osteoartropatía hipertrófica) primaria es una OAH sin signos de enfermedad pulmonar. Esta forma tiene un componente hereditario, aunque ocasionalmente se pueden encontrar anomalías cardíacas sutiles. Su epómimo es «síndrome de Touraine-Solente-Golé». Esta afección se ha relacionado con mutaciones en el gen del cuarto cromosoma (4q33-q34) codificador de la enzima 15-hidroxiprostaglandin deshidrogenasa (HPGD); esto conduce a una disminución de la degradación de la prostaglandina E2 y niveles elevados de esta sustancia.

## Clasificación
La acropaquia puede clasificarse topograficamente en los siguientes tipos:
- Simétrica: Todos los dedos y ortejos están afectados.
- Unilateral: Los dedos y ortejos de una sola mano o pie están afectados.
- Unidigiltal: solo un dedo u ortejo está afectado.

De acuerdo con su etiología, la acropaquia puede ser hereditaria, idiopática, o adquirida y concomitante de una gran cantidad de alteraciones, algunas de ellas, presentan hipoxia y cianosis. Las personas con acropaquia presentan los mismos cambios histológicos independientemente de las causas.

## Descripción

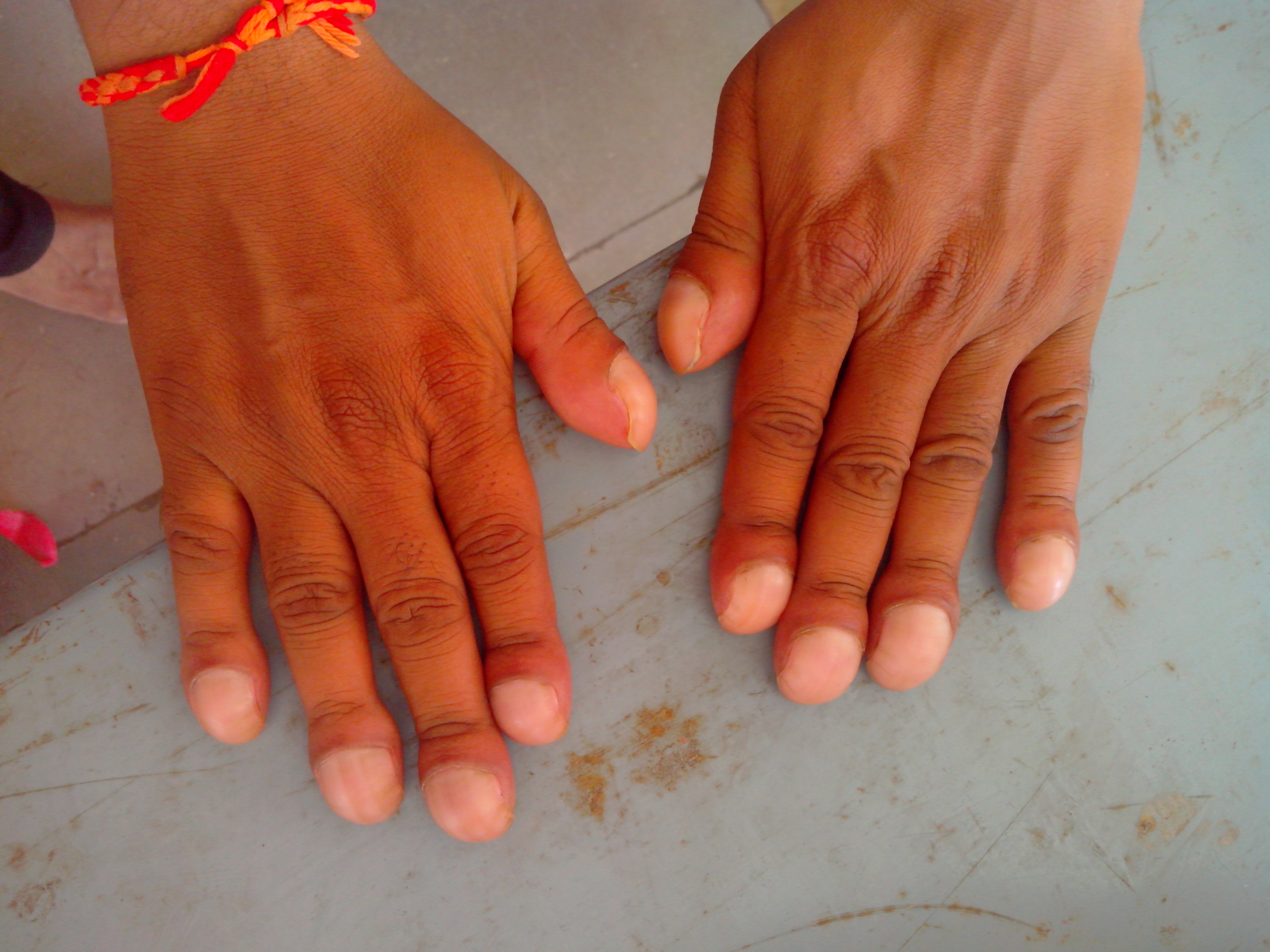
Acropaquia

La acropaquia suele evolucionar de manera lenta y progresiva, por lo que la persona que lo padece no suele percatarse del problema hasta que ha transcurrido bastante tiempo desde su comienzo y el signo es evidente. Los principales dedos afectados son el pulgar y el índice, en ese orden.
- El signo del perfil: en una vista lateral del dedo u ortejo, el ángulo entre la uña y la cutícula supera los 165° normales y puede ser mayor a 180°.
- El signo de la uña: como la uña se ha alejado del hueso, al presionarla la consistencia dura normal está reemplazada por una consistencia esponjosa.
- El signo de aposición: al yuxtaponer ambos índices por dorsal, contactándose las falanges distales por las uñas, se ha perdido el espacio en forma de diamante que existe normalmente.
- El índice digital: al medir la circunferencia del dedo al nivel del lecho ungueal y relacionarlo con la circunferencia a nivel de la articulación interfalángica distal, sin acropaquia, la primera es menor que la última, siendo la relación normal menor a 1. Con acropaquia, el aumento de volumen de la falange distal hace que la relación sea mayor a 1. Al sumar las relaciones de los diez dedos, un índice mayor a 10 se considera acropaquia, y mayor a 11 una acropaquia avanzada.
- El signo de Schamroth: parecido al signo de aposición, pero que se reproduce en todos los dedos, es la desaparición del espacio en forma de diamante que se da normalmente al aponer los dedos por dorsal a nivel de la base de la uña.[8]

## Etiología
El principal síndrome en que aparece acropaquia simétrica es la OAH (osteoartropatía hipertrófica).
En las poblaciones de pacientes con cáncer pulmonar, principalmente, y las bronquiectasias y neumopatías intersticiales son las enfermedades más frecuentes con que este signo se asocia. Además se describe en relación con cardiopatías congénitas y a hepatopatías.
La acropaquia también se puede presentar en los pacientes con enfermedad de Graves-Basedow (menos del 1 % de esta población de pacientes).

## Importancia clínica
La acropaquia por sí sola, así como la OAH (osteoartropatía hipertrófica), son importantes clínicamente puesto que habitualmente se asocian con una enfermedad subyacente severa.
Entre el 75 y 80 % de los casos con acropaquia se asocian con enfermedades crónicas pulmonares; entre 10 y 15 % se asocian con enfermedades cardiovasculares; entre 5 y 10 % con enfermedades gastrointestinales o hepáticas crónicas; y entre 5 y 10 % se asocian con otras enfermedades.